# Stora synagogan i Tbilisi
Den stora synagogan i Tbilisi (georgiska: დიდი სინაგოგა, Tbilisis didi sinagoga, hebreiska: בית הכנסת הגדול של טביליסי) är en synagoga på Leselidzegatan 45-47 i Georgiens huvudstad Tbilisi.
Byggnaden, även känd som georgiska synagogan, byggdes mellan år 1895 och år 1903 i eklektistisk stil av georgiska judar från Achaltsiche som migrerade till Tbilisi på sena 1800-talet, därefter kallas synagogan även för "folket från Achaltsiches synagoga". Utöver den stora synagogan finns även en synagoga byggd av judar från Tschinvali belägen på Kozjevennji Tupik-gatan 13.